# Hoa hậu Quốc tế 1967
Hoa hậu Quốc tế 1967 là cuộc thi Hoa hậu Quốc tế lần thứ 7, diễn ra vào ngày 29 tháng 4 năm 1967 tại Nhà hát Thính phòng Long Beach, Long Beach, California, Hoa Kỳ. 46 thí sinh tham gia cuộc thi năm nay. Trong đêm chung kết, Hoa hậu Quốc tế 1965 Ingrid Finger đến từ Tây Đức đã trao lại vương miện cho người kế nhiệm, cô Mirta Massa đến từ Argentina.

## Ấn bản cuộc thi năm 1966 bị hủy bỏ
Sau khi cô Ingrid Finger đăng quang Hoa hậu Quốc tế 1965, thành phố Long Beach đã đưa ra quyết định sẽ ngừng tổ chức cuộc thi vĩnh viễn. Lý do được đưa ra là vì lúc này cuộc thi Hoa hậu Hoàn vũ đã trở nên phổ biến tại quốc gia này (cuộc thi được tổ chức tại thành phố từ 1952-1959, trước khi chuyển đến Miami, Florida vào năm 1960). Tuy nhiên sau đó, đơn vị tổ chức đã quyết định tiếp tục điều hành cuộc thi hằng năm để quảng bá du lịch và đánh dấu cô Finger là người giữ danh hiệu Hoa hậu Quốc tế dài nhất trong lịch sử với nhiệm kỳ 1 năm 8 tháng. Kỷ lục này sau đó đã được phá bởi Sireethorn Leearamwat, Hoa hậu Quốc tế 2019 đến từ Thái Lan với nhiệm kỳ 2 năm do ấn bản cuộc thi năm 2020 và 2021 bị hủy bỏ bởi ảnh hưởng của đại dịch COVID-19. Thành phố Long Beach sẽ tổ chức cuộc thi Hoa hậu Quốc tế một lần nữa vào năm 1971.

## Kết quả

### Thứ hạng
| Kết quả              | Thí sinh |
| -------------------- | --- |
| Hoa hậu Quốc tế 1967 | - Argentina – Mirta Massa |
| Á hậu 1              | - Israel – Yaffa Sharir |
| Á hậu 2              | - Hoa Kỳ – Pamela Elfast |
| Á hậu 3              | - Peru – Martha Quimper Suárez |
| Á hậu 4              | - Hồng Kông – Gisella Ma Ka-Wai |
| Top 15               | - Áo – Angelika Aichberger - Brazil – Virginia Barbosa de Souza - Anh – Sonia Gail Ross - Phần Lan – Terttu Helena Ronkanen - Guam – Margaret Glover - Ý – Gilda Giuffrida - Nhật Bản – Hiroko Sasaki - Thụy Điển – Gunilla Sundberg - Thụy Sĩ – Ursula Isler - Nam Tư – Slavenka Veselinovic |

### Giải thưởng phụ
| Giải thưởng        | Thí sinh                      |
| ------------------ | ----------------------------- |
| Hoa hậu Thân thiện | - Georgia – Julia Beckerstaff |
| Hoa hậu Ảnh        | - Nhật Bản – Hiroko Sasaki    |

## Thí sinh tham gia
Có 47 thí sinh tham gia cuộc thi:
- Argentina - Mirta Massa
- Úc - Margaret Rohan
- Áo - Angelika Aichberger
- Bỉ - Eliane Lambrechts
- Bolivia - Maria Cristina Ibáñez Brown
- Brazil - Virginia Barbosa de Souza
- Canada - Marjorie Anne Schofield
- Ceylon - Pearl Nazaria Cooray
- Colombia - Marta Lucia Guzmán Perdomo
- Đan Mạch - Susan Kristensen
- Cộng hòa Dominica - Vivien Susana Estrella Cevallos
- Ecuador - Laura "Laurita" Elena Baquero Palacios
- Anh - Sonia Gail Ross
- Phần Lan - Terttu Helena Ronkanen
- Pháp - Martine Grateau
- Hy Lạp - Nagia Galakouti
- Guam - Margaret Frances Glover
- Georgia - Julia Beckerstaff
- Hà Lan - Sandrina Van Senus
- Hồng Kông - Gisella Ma Ka-Wai
- Iceland - Kolbrun Einarsdóttir
- Ireland - Sonya Mullan
- Israel - Yaffa Sharir
- Ý - Gilda Giuffrida
- Nhật Bản - Hiroko Sasaki
- Hàn Quốc - Jin Hyun-soo
- Luxembourg - Danielle Wagner
- Malaysia - Marjorie Rongsank
- Mexico - Rebeca Morraza Caldera
- New Zealand - Kaye Evon Forster
- Nicaragua - Milagros Argüello
- Peru - Martha Quimper Suárez
- Philippines - Margarita "Marite" Lebumfacil Romualdez
- Puerto Rico - Maria Felisa Seda
- Scotland - Marlene McFadyn
- Singapore - Angela Attias
- Nam Phi - Dawn Duff-Gray
- Tây Ban Nha - Amparo Ruiz
- Thụy Điển - Gunilla Ebba Margret Sundberg
- Thụy Sĩ - Ursula "Uschy" Isler
- Tahiti - Sonia Agnieray
- Uruguay - Raquel Erlich
- Hoa Kỳ - Pamela Elfast
- Venezuela - Cecilia Picón-Febres
- Wales - Dawn Sullivan
- Đức - Renate Schmale
- Nam Tư - Slavenka Veselinovic

## Chú ý

### Lần đầu tham gia
- Georgia
- Mexico
- Nam Tư

### Trở lại
- Lần cuối tham gia vào năm 1961:
  -  Hồng Kông
- Lần cuối tham gia vào năm 1962:
  -  Singapore
  -  Thụy Sĩ
- Lần cuối tham gia vào năm 1963:
  -  Bolivia
  -  Uruguay
- Lần cuối tham gia vào năm 1964:
  -  Cộng hòa Dominica

### Bỏ cuộc
| - Chile - Costa Rica - Na Uy | - Panama - Thổ Nhĩ Kỳ - Tây Ấn |